# Criósfera 1
Criósfera 1 (en portugués: Criosfera 1) es un módulo de investigación científica independiente de Brasil en la Antártida. Se utiliza para obtener datos atmosféricos, y fue preparado en el Instituto Nacional de Investigación Espacial del Brasil (IMPE) para el Programa Antártico Brasileño (PROANTAR). Fue concebido para operar de forma autónoma.
Está localizado en la meseta Antártica a 670 km del Polo Sur geográfico y a 2500 km al sur de la Estación Antártica Comandante Ferraz.

## Expedición Criósfera 1
La expedición que emplazó el módulo (Expedição Criosfera) llegó a la Antártida el 17 de diciembre de 2011, y fue coordinada por la Universidad Federal de Río Grande del Sur (UFRGS) por medio del profesor Jefferson Cardia Simões, director del Centro Polar e Climático (CPC) localizado en el campus de la UFRGS. La Universidad del Estado de Río de Janeiro (UERJ), estuvo representada por el profesor Dr. Heitor Evangelista, responsable por la coordinación de todas las actividades científicas del módulo, así como as logísticas y administrativas.
Toda la instrumentación científica, los generadores de energía eólica y solar y los sistemas de transmisión de datos por satélite fueron dimensionados, instalados y testeados en el INPE. Además de esas tres instituciones, participaron de la expedición la Universidad Federal de Viçosa (UFV), la Universidad Federal de Río Grande (FURG), a Universidad Federal Fluminense (UFF), el Observatorio Nacional (ON) y el Instituto Antártico Chileno (INACH).
Un total de 17 científicos fueron parte de la expedición Criósfera durante la cual el módulo fue instalado. Diez de eso científicos estuvieron acampando junto al módulo mientras los otros siete estudiaban la morfología y la dinámica de las masas del campamento base ubicado en el glaciar Unión 79°46′00″S 82°50′00″O / -79.76667, -82.83333. Entre el grupo de 17 investigadores había también dos chilenos del INACH.
El módulo fue inaugurado el 12 de enero de 2012 y se encuentra en funcionamiento desde entonces, enviando los datos vía satélite.

## Estructura
El módulo mide 6,3 m de largo, 2,6 m de ancho, y 2,5 m de alto, y su peso es de 3500 kg. Fue colocado a 1,5 m sobre el terreno para evitar la acumulación de nieve, permitiendo así el paso del viento por debajo. Entre las tareas científicas desarrolladas por el personal de la expedición estuvieron la perforación del hielo, el montaje y la activación del módulo, y el estudio de la topografía de la morfología y la dinámica del hielo en el glaciar. 
Esta plataforma científica usa el sol y el viento para obtener la energía necesaria para los equipos de investigación atmosférica y los instrumentos meteorológicos instalados. 

### Objetivos
Es el primer módulo científico brasileño plenamente automatizado localizado en el continente antártico, y su objetivo es recolectar datos de análisis que reflejen la polución generada en América del Sur sobre la Antártida. Los datos son enviados vía satélite directamente a las computadoras del IMPE durante todo el año.